# Ga Chodang
Ga Chodang (tiếng Hàn: 초당역; Hanja: 草堂驛) là ga của Everline ở Jung-dong, Giheung-gu, Yongin-si, Hàn Quốc.

## Bố trí ga
| Dongbaek ↑ |
| \| N/B     |
| ↓ Samga    |

| Hướng Bắc | ●Tuyến EverLine | ← Hướng đi Giheung            |
| Hướng Nam | ●Tuyến EverLine | → Hướng đi Jeondae–Everland → |